# 翁陶尔·罗伯特
翁陶尔·罗伯特（匈牙利語：Antal Róbert，1921年7月21日—1995年2月1日），匈牙利男子水球运动员。他曾代表匈牙利国家队参加1952年夏季奥林匹克运动会水球比赛，获得一枚金牌。